# LOVE LIFE (hitomiのアルバム)
『LOVE LIFE』（ラブ ライフ）は、2000年12月13日に発売されたhitomiの5thオリジナルアルバム。発売元はavex trax。

## 解説
前作『thermo plastic』から約1年2ヶ月ぶりに発売されたアルバム。『LOVE LIFE』以前のシングルからは、6曲が収録されている。アルバムタイトルからもわかるとおり、"LOVE"をコンセプトに掲げ、収録曲もそれに沿った内容になっている。
ジャケットでは身に着けているものが布製のパンツ一枚のみという、大胆なセミヌードを披露した。これは、当時の彼女が自身の胸が隠れるほどに髪を伸ばしていたことにも依ると思われる。なお、ブックレットの見開きのページは全身写真になっている。前述の話題に次いで、タイアップのついた楽曲が複数曲収録されること、また、シドニー五輪・女子マラソンで優勝した高橋尚子選手が五輪の練習中・レース前に『LOVE 2000』を聞いていたということが世間に認知され、結果ヒットした『LOVE 2000』が収録されるということもあって、同アルバムは、最終的に自身のアルバムセールス第2位となる売り上げを記録するに至った。

## 収録曲
| #   | タイトル                            | 作詞             | 作曲       | 編曲                 |
| --- | ----------------------------------- | ---------------- | ---------- | -------------------- |
| 1.  | 「It's only access」                | hitomi           | 萩原慎太郎 | 鎌田雅人             |
| 2.  | 「LOVE 2000」(17thシングル)         | hitomi           | 鎌田雅人   | 渡辺善太郎           |
| 3.  | 「MARIA (Album Mix)」(18thシングル) | hitomi、多胡邦夫 | 多胡邦夫   | 渡辺善太郎           |
| 4.  | 「PARADISE」                        | hitomi           | 渡辺善太郎 | 渡辺善太郎           |
| 5.  | 「REGRET」(17thシングルc/w)         | hitomi           | 渡辺善太郎 | 渡辺善太郎           |
| 6.  | 「Love me darling」                 | hitomi           | 多胡邦夫   | 渡辺善太郎           |
| 7.  | 「FAT FREE」                        | hitomi           | 多胡邦夫   | 渡辺善太郎           |
| 8.  | 「キツク愛してよ」                  | hitomi           | 多胡邦夫   | 渡辺善太郎           |
| 9.  | 「OVER THE WORLD」(18thシングルc/w) | hitomi           | 多胡邦夫   | 渡辺善太郎           |
| 10. | 「pray」                            | hitomi           | 多胡邦夫   | 渡辺善太郎           |
| 11. | 「キミにKISS」(19thシングル)        | hitomi           | 多胡邦夫   | 渡辺善太郎           |
| 12. | 「LOVE LIFE」                       | hitomi           | 多胡邦夫   | tatsumi@moritoki.com |
| 13. | 「孤独な空」(19thシングルc/w)       | hitomi           | 多胡邦夫   | tatsumi@moritoki.com |